# Asia Rugby Women's Championship 2007
El Asia Rugby Women's Championship del 2007 fue la segunda edición del torneo femenino de rugby.
El ganador del torneo fue la selección de Kazajistán, quienes obtuvieron su primer título en la competición.

## Equipos participantes
- Selección femenina de rugby de China
- Selección femenina de rugby de Japón
- Selección femenina de rugby de Kazajistán
- Selección femenina de rugby de Singapur

## Desarrollo

### Semifinales
| 2 de noviembre | China | 39 - 6 | Singapur |  |  |

| 2 de noviembre | Kazajistán | 10 - 6 | Japón |  |  |

### Definición Tercer Puesto
| 4 de noviembre | Japón | 20 - 7 | Singapur |  |  |

### Final
| 4 de noviembre | China | 5 - 34 | Kazajistán |  |  |

| Bandera de Kazajistán |
| Campeón Kazajistán    |
| Primer título         |